# آرون دوران
آرون دوران (بالإنجليزية: Aaron Doran) (مواليد 13 مايو 1991 في جمهورية أيرلندا) لاعب كرة قدم أيرلندي يلعب حاليا لصالح نادي الدرجة الممتازة بلاكبيرن روفرز الإنجليزي منذ 2007 في مركز الوسط المحوري كما يجيد اللعب في مركز الجناح .

## روابط خارجية
- آرون دوران على موقع قاعدة بيانات كرة القدم.إي يو (الإنجليزية)
- آرون دوران على موقع Soccerbase.com (لاعب) (الإنجليزية)
- آرون دوران على موقع Soccerway.com (الإنجليزية)
- آرون دوران على موقع عالم كرة القدم.نت (الإنجليزية)
- آرون دوران على موقع كووورة